# Delfín Filík
Delfín Filík je československý animovaný televizní seriál z roku 1990 poprvé vysílaný v rámci Večerníčku v dubnu 1991. Seriál byl natočen na základě scénáře Květy Kuršové. Kameru obstaral Jiří Větroň. Seriál namluvil František Filipovský. Režii vedl František Jurišič. Bylo natočeno 7 epizod, v délce po 9 minutách.

## Synopse
Animovaný seriál je o tom, jak lidé zkoumají delfíny a naopak.

## Seznam dílů
1. Filík se představuje
2. Jak Filík hledal Prahu
3. Jak Filík našel kamarády
4. Není ryba jako ryba
5. Vlna šplouchá na maják
6. SOS
7. Konec dobrý, všechno dobré

## Další tvůrci
- Výtvarník: Jindřich Prášil